# Elijahu Gabaj
Elijahu Gabaj (hebrejsky אליהו גבאי‎; * 5. ledna 1943 Bagdád) je izraelský politik a bývalý poslanec Knesetu za stranu ha-Ichud ha-le'umi.

## Biografie
Narodil se 5. ledna 1943 v Bagdádu v Iráku. V roce 1951 přesídlil do Izraele. Sloužil v izraelské armádě, kde získal hodnost desátníka (rav turaj). Vysokoškolské vzdělání bakalářského typu v oboru pedagogika a politologie získal na Bar-Ilanově univerzitě. Studoval pak i magisterský program v oboru veřejná správa. Hovoří hebrejsky, anglicky a arabsky.

## Politická dráha
Od roku 1993 byl členem městské rady a od roku 1997 místostarostou Jeruzaléma se zodpovědností městského inženýra a městské veřejné dopravy. Předtím v letech 1996–1997 byl starostou beduínského města Lakija. Je jedním ze zakladatelů hnutí Hiba zaměřeného na rozvoj dědictví sefardských Židů, zasedal ve vedení Sionistické všeobecné rady. Publikoval množství odborných článků.
V izraelském parlamentu zasedl poprvé po volbách do Knesetu v roce 1996, ve kterých kandidoval za Národní náboženskou stranu. Mandát ale získal až v lednu 1998 jako náhradník za zesnulého poslance Zevuluna Hammera. V parlamentu pak působil ve výboru pro ekonomické záležitosti a výboru pro vzdělávání a kulturu. Mandát ve volbách do Knesetu v roce 1999 neobhájil a mimo parlament zůstal až do voleb do Knesetu v roce 2006. Tehdy kandidoval za společnou kandidátní listinu ha-Ichud ha-le'umi. V Knesetu pak zastával post člena výboru pro televizi a rozhlas, výboru House Committe a výboru pro ekonomické záležitosti.
Voleb do Knesetu v roce 2009 se účastnil za novou formaci Židovský domov, která se ale sloučila s Likudem. Mandát ovšem nezískal, protože byl na kandidátní listině zařazen na nevolitelnou pozici.